# Prince George's Stadium
Le Prince George's Stadium est un stade de baseball, d'une capacité de 10 000 places, situé dans la ville de Bowie, dans l'État du Maryland, aux États-Unis.

## Histoire
Inauguré en 1994, il est depuis cette date le domicile des Baysox de Bowie, club professionnel de baseball mineur, de niveau AA, évoluant en Ligue de l'Est.
Le match de baseball du Congrès s'y est joué chaque année de 1995 à 2004.